# Stavros Niarchos
Stavros Niarchos Spyros, född den 3 juli 1909 i Aten, Grekland, död den 16 april 1996 i Zürich, Schweiz, var en grekisk skeppsredare och multimiljardär.

## Biografi
Niarchos var son till Spyros Niarchos och hans fru, Eugenia Koumantaros. Hans föräldrar var naturaliserade amerikaner och hade ägt ett varuhus i Buffalo, New York innan de återvände till Grekland, tre månader före hans födelse. Han studerade juridik vid universitetet i Aten, varefter han började arbeta i Koumantarofamiljens spannmålsverksamhet. Under denna period, blev han involverad i sjöfarten genom att övertyga sina släktingar om att större vinster kunde uppnås om företaget självt ägde fartygen som användes.
Niarchos var marinofficer under andra världskriget, då en del av den handelsflotta hade han byggt upp tillsammans med sin farbror förstördes. Han använde cirka två miljoner dollar i försäkringspengar för att bygga upp en ny flotta, och han var ägare till fartyget Atlantis.
Han grundade efter kriget bolaget Niarchos Ltd., ett internationellt rederi som senare vid ett och samma tillfälle drev mer än 80 tankfartyg i hela världen. Han och Aristoteles Onassis var stora redarrivaler. De första supertankers för transporter av stora mängder olja byggdes 1952 för de konkurrerande Niarchos och Onassis flottor. År 1955 sjösatte Vickers Armstrongs Shipbuilders Ltd för Niarchos världens dåvarande största supertanker med dödvikt på 30 708  bruttoregisterton. Fartyget hette SS Spyros Niarchos efter Niarchos' andra son, Spyros, som föddes samma år. År 1956 ökade Suezkrisen avsevärt efterfrågan på den typ av stora fartyg som Niarchos ägde vilket ledde till en mycket framgångsrik och lönsam verksamhet.
I början av 1970-talet började Niarchos att investera i travhästkapplöpning och byggde upp ett mycket framgångsrikt stall av tävlingshästar som tävlade i Frankrike och Storbritannien. Han köpte så småningom Haras de Fresnay-le-Buffard hästgård i Neuvy-au-Houlme, Frankrike och Oak Tree Farm i Lexington, Kentucky, där  han 1984 födde upp sin mest framgångsrika häst, Miesque. Niarchos var den ledande hästägare i Frankrike två gånger (1983, 1984) och toppade avelslistan tre gånger (1989, 1993, 1994).